# Andriej Żdanow
Andriej Aleksandrowicz Żdanow (ros. Андрей Александрович Жданов, ur. 14 lutego?/26 lutego 1896 w Mariupolu, zm. 31 sierpnia 1948 w Moskwie) – polityk, członek partii bolszewickiej od 1915 roku, działacz partyjny i państwowy, współpracownik Józefa Stalina.

## Życiorys
W czasie I wojny światowej jako oficer służył w 139 pułku zapasowym w Szadryńsku na Uralu. W 1915 roku wstępuje w szeregi partii bolszewików i wkrótce staje się pracownikiem partyjnym. Po 1917 w aparacie partyjnym, od 1924 sekretarz Komitetu Obwodowego w Niżnym Nowogrodzie. Zastępca członka Komitetu Centralnego od 1925, członek KC od 1930. Od 1934 sekretarz Komitetu Centralnego i członek Orgbiura, od 1935 zastępca, od 1939 członek Biura Politycznego. W 1934 roku po zabójstwie Kirowa prowadził czystkę w Leningradzie. Jako zaufany emisariusz Stalina nadzorował również represje w Kazaniu, Orenburgu i Baszkirii. Na XVIII Zjeździe WKP(b) w 1939 wystąpił jednak (za zezwoleniem Stalina) jako rzecznik względnej liberalizacji i rehabilitacji niesłusznie oskarżonych. Miał wówczas tak mocną pozycję, że mógł sobie pozwolić na krytykę sojuszu z III Rzeszą. W czasie II wojny światowej kierował obroną miasta jako członek Rady Wojennej Frontu Leningradzkiego, ponosi odpowiedzialność za nieprzygotowanie Leningradu do obrony (brak ewakuacji ludności, niedostatki aprowizacyjne) i śmierć (w przeważającej mierze z głodu) setek tysięcy mieszkańców miasta podczas oblężenia. Od 1944 roku był kierownikiem Wydziału ds. Kultury i Ideologii w Komitecie Centralnym, a od 1946 roku nadzorował politykę represji i wzmożonego nadzoru ideologicznego w życiu kulturalnym ZSRR, zwaną od jego nazwiska żdanowszczyzną, co przejściowo pognębiło jego rywala w walce o sukcesję po Stalinie po zakończeniu II wojny światowej, Gieorgija Malenkowa. Zmarł w niewyjaśnionych okolicznościach – wedle oficjalnego komunikatu na serce, jednak w rzeczywistości zapewne na delirium tremens, jako że był alkoholikiem. Jego nagła śmierć stała się przyczyną represji w Leningradzie, w wyniku których ucierpiało około 2000 ludzi, w tym wielu współpracowników Żdanowa.
Jurij Żdanow, syn Andrieja (mąż córki Stalina Swietłany Alliłujewej) po śmierci ojca był kierownikiem Wydziału Nauki KC.